# O Brado Africano
O Brado Africano (portugiesisch, „Der afrikanische Schrei“) war eine mosambikanische Literaturzeitschrift, die 1918 von den Brüdern João und José Albasini gegründet wurde und bis 1974 erschien. Sie galt als die Zeitschrift, in der die wichtigsten mosambikanischen Autoren begannen, ihre Texte zu veröffentlichen. In der Zeitschrift wurden unter anderem mündlich überlieferte, später auch schriftlich niedergelegte literarische Zeugnisse in afrikanischen Sprachen, vor allem Lyrik veröffentlicht. Sie richtete sich an die alphabetisierte Mischlingsbevölkerung, an die wenigen Schwarzen, die lesen konnten, wie auch an Weiße, die sich für die darin behandelten Themen und Polemiken interessierten. Dabei half O Brado Africano bei der Herausbildung einer mosambikanischen Nationalkultur. Die Zeitschrift propagierte jedoch die portugiesische Sprache und Zivilisation für Mosambik und wandte sich gegen den starken Einfluss der arabischen Zivilisation, insbesondere der arabischen Religion in der Kolonie.
Aufgrund eines Gerichtsurteils wurde die Zeitschrift von Ende 1932 bis Ende Februar 1933 suspendiert. In dieser Zeit erschienen ihre 12 Ausgaben unter dem Namen O Clamor Africano („Der afrikanische Aufschrei“). 1936 wurde die Zeitschrift von der portugiesischen Regierung zeitweise verboten.